# 스크리블너츠 (비디오 게임)
스크리블너츠(Scribblenauts)는 5th Cell이 개발하고 워너 브라더스 인터랙티브 엔터테인먼트가 닌텐도 DS용으로 출시한 새로운 퍼즐 액션 비디오 게임이다. 이 게임은 2009년 일본을 제외한 모든 지역에 출시되었으며, 2011년 일본에서는 코나미의 Flash Puzzle: Maxwell's Mysterious Notebook으로 출시되었다. 이 게임은 5th Cell이 제작한 세 번째 닌텐도 DS 비디오 게임으로, 처음 두 작품은 그려라, 터치! 내가 만드는 세상와 락스퀘스트이다. "무엇이든 쓰기, 모든 것을 해결"이라는 캐치프레이즈에서 알 수 있듯이 스크리블너츠의 목표는 퍼즐을 완성하여 "스타라이트"를 수집하는 것이다. 플레이어는 이름을 써서 (수만 개의 데이터베이스에서) 모든 개체를 터치스크린에서 소환할 수 있다. 개발자는 이 게임이 플레이어가 특정 제한 내에서 또는 여러 솔루션을 통해 퍼즐을 풀도록 도전함으로써 새로운 게임 플레이를 촉진하는 데 도움이 된다고 간주한다.
스크리블너츠의 제작자이자 감독인 예레미야 슬라츠카(Jeremiah Slaczka)는 이 게임을 매드 립스(Mad Libs)와 함께 생활 상황 퍼즐을 해결하는 조합으로 구상했다. 그의 비전은 5th Cell의 기술 이사인 마리우스 팔부쉬(Marius Fahlbusch)가 개발한 "Objectnaut" 엔진을 통해 실현되었다. Objectnaut는 데이터 기반 접근 방식을 허용했으며 개발 시간의 상당 부분은 명사와 해당 속성을 연구하고 이를 Objectnaut 데이터베이스로 분류하는 데 소요되었다. 이는 5th Cell의 에디슨 얀(Edison Yan)의 단순한 아트 디자인과 함께 팀이 새로운 행동을 프로그래밍하는 데 많은 노력을 들이지 않고도 데이터베이스에 새로운 단어를 쉽게 추가할 수 있게 해주었다.
스크리블너츠는 2009년 일렉트로닉 엔터테인먼트 엑스포에서 플레이 가능한 형태로 처음 공개되었으며, 여러 개의 베스트 오브 쇼(Best of Show) 상을 수상하며 큰 인기를 끌었으며, 이러한 찬사를 받은 최초의 휴대용 콘솔 타이틀이 되었다. 평론가들은 5th Cell이 스크리블너츠에서 사용하기 위해 거의 모든 오브젝트를 만들 수 있도록 허용하겠다는 약속을 이행했다고 믿었지만 게임에서 컨트롤을 선택하면 타이틀을 완전히 즐기는 데 방해가 된다고 한탄했다. 이 타이틀의 성공으로 인해 슈퍼 스크리블너츠, 스크리블너츠 리믹스 및 스크리블너츠 언리미티드를 포함한 수많은 속편이 탄생했다. 이 시리즈는 1300만본 이상 판매되었다.